# 昭山寺
昭山寺坐落在中国湖南省湘潭市昭山山顶上，是一座汉传佛教禅宗寺院。登上昭山寺，可以览阅湘江。

## 沿革
昭山寺始建于唐朝（618年–907年），主要供奉三皇五帝之一的玄帝。历史上，昭山寺是佛教和道教轮流掌管。现在是佛教掌管。
1982年9月，湘潭市人民政府公布昭山寺为文物保护单位。现存寺院是2017年重建。

## 伽蓝
昭山寺坐北朝南，沿着陡峭的山石而建，寺长65米，宽8.5米，如同一叶扁舟浮在昭山山顶，有普度众生之意。
昭山寺一共分作四进，分别是天王殿、钟楼鼓楼、放生池、大雄宝殿和观音殿，另外有客堂、寮房、僧舍和斋堂。
昭山寺寺内放生池旁有一棵千年银杏树。昭山寺还有许多清朝（1644年–1911年）修缮的事迹碑刻。